# Karine Philippot
Karine Laurent Philippot (ur. 29 października 1974 w Miluzie) – francuska biegaczka narciarska, zawodniczka klubu SC Markstein Ranspach.

## Kariera
Po raz pierwszy na arenie międzynarodowej Karine Philippot pojawiła się 18 grudnia 1993 roku w Argentière w zawodach Pucharu Kontynentalnego, zajmując 13. miejsce w biegu na 5 km stylem dowolnym. Miesiąc później wystąpiła na mistrzostwach świata juniorów w Breitenwang, gdzie zajęła 43. miejsce w biegu na 5 km techniką klasyczną i czternaste na dystansie 15 km stylem dowolnym. W Pucharze Świata zadebiutowała 29 listopada 1995 roku w Gällivare, zajmując 56. miejsce w biegu na 10 km stylem dowolnym. Pierwsze punkty zdobyła 14 grudnia 1996 roku w Brusson za 22. miejsce w biegu na 15 km stylem dowolnym. Dwukrotnie stawała na podium: 6 marca 2005 roku była trzecia w biegu na 10 km stylem dowolnym w Garmisch-Partenkirchen, a 16 lutego 2007 roku w Changchun w tej samej konkurencji była druga. W klasyfikacji generalnej najlepszy wynik osiągnęła w sezonie 2006/2007, który ukończyła na osiemnastej pozycji. Czterokrotnie startowała na igrzyskach olimpijskich, najlepszy wynik osiągając podczas igrzysk w Salt Lake City w 2002 roku, gdzie była ósma w biegu na 15 km techniką dowolną. Na rozgrywanych osiem lat później igrzyskach w Vancouver wspólnie z koleżankami zajęła szóste miejsce w sztafecie. Na mistrzostwach świata jej najlepszym indywidualnym wynikiem było jedenaste miejsce na dystansie 30 km stylem dowolnym podczas rozgrywanych w 2009 roku MŚ w Libercu. Ponadto była między innymi szósta w sprincie drużynowym na MŚ w Oberstdorfie w 2005 roku oraz ósma w sztafecie w 2009 roku. Philippot startowała również w zawodach FIS Marathon Cup, zajmując między innymi siódme miejsce w klasyfikacji generalnej sezonu 2004/2005. Dwukrotnie stawała na podium: 13 lutego 2005 roku była druga w szwajcarskim Engadin Skimarathon, a 10 lutego 2008 roku zajęła drugie miejsce we francuskim maratonie Transjurassienne. W 2012 roku zakończyła karierę.

## Osiągnięcia

### Igrzyska olimpijskie
| Miejsce | Dzień     | Rok  | Miejscowość    | Konkurencja                   | Czas biegu | Strata  | Zwyciężczyni        |
| ------- | --------- | ---- | -------------- | ----------------------------- | ---------- | ------- | ------------------- |
| 52.     | 10 lutego | 1998 | Nagano         | 5 km st. klasycznym           | 17:37.9    | +2:00.5 | Łarisa Łazutina     |
| 33.     | 12 lutego | 1998 | Nagano         | 5+10 km bieg pościgowy        | 46:06.9    | +3:30.4 | Łarisa Łazutina     |
| 11.     | 15 lutego | 1998 | Nagano         | Sztafeta 4 × 5 km             | 55:13.5    | +3:14.2 | Rosja               |
| 22.     | 20 lutego | 1998 | Nagano         | 30 km st. dowolnym            | 1:22:01.5  | +7:50.1 | Julija Czepałowa    |
| 8.      | 9 lutego  | 2002 | Salt Lake City | 15 km st. dowolnym            | 39:54.4    | +44.2   | Stefania Belmondo   |
| 19.     | 15 lutego | 2002 | Salt Lake City | 2 × 5 km bieg łączony         | 25:09.9    | +1:01.1 | Beckie Scott        |
| 20.     | 12 lutego | 2006 | Turyn          | 2 × 7,5 km bieg łączony       | 42:48.7    | +2:17.8 | Kristina Šmigun     |
| 9.      | 18 lutego | 2006 | Turyn          | Sztafeta 4 × 5 km             | 54:47.7    | +1:53.7 | Rosja               |
| 11.     | 24 lutego | 2006 | Turyn          | 30 km st. dowolnym            | 1:22:25.4  | +1:40.7 | Kateřina Neumannová |
| 26.     | 15 lutego | 2010 | Vancouver      | 10 km st. dowolnym            | 24:58.4    | +1:29.5 | Charlotte Kalla     |
| 19.     | 19 lutego | 2010 | Vancouver      | 2 × 7,5 km bieg łączony       | 39:58.1    | +2:23.1 | Marit Bjørgen       |
| 9.      | 22 lutego | 2010 | Vancouver      | Sprint drużynowy st. dowolnym | -          | -       | Niemcy              |
| 6.      | 25 lutego | 2010 | Vancouver      | Sztafeta 4 × 5 km             | 55:19.5    | +1:11.1 | Norwegia            |
| 10.     | 27 lutego | 2010 | Vancouver      | 30 km st. klasycznym          | 1:30:33.7  | +2:37.7 | Justyna Kowalczyk   |

### Mistrzostwa świata
| Miejsce | Dzień     | Rok  | Miejscowość | Konkurencja                                 | Czas biegu  | Strata      | Zwyciężczyni                   |
| ------- | --------- | ---- | ----------- | ------------------------------------------- | ----------- | ----------- | ------------------------------ |
| 66.     | 12 marca  | 1995 | Thunder Bay | 5 km stylem klasycznym                      | 15:23,7 min | +3:30,6 min | Łarisa Łazutina                |
| 50.     | 14 marca  | 1995 | Thunder Bay | 5+10 km pościgowy                           | 43:19,6 min | +5:57,7 min | Łarisa Łazutina                |
| 31.     | 18 marca  | 1995 | Thunder Bay | 30 km stylem dowolnym                       | 1:16:27,3 h | +7:51,1 min | Jelena Välbe                   |
| 17.     | 21 lutego | 1997 | Trondheim   | 15 km stylem dowolnym                       | 36:28,2 min | +2:15,9 min | Jelena Välbe                   |
| 68.     | 23 lutego | 1997 | Trondheim   | 5 km stylem klasycznym                      | 13:32,7 min | +1:49,0 min | Jelena Välbe                   |
| 45.     | 24 lutego | 1997 | Trondheim   | 5+10 km pościgowy                           | 39:13,5 min | +4:08,2 min | Stefania Belmondo Jelena Välbe |
| 7.      | 27 lutego | 1997 | Trondheim   | Sztafeta 4 × 5 km                           | 56:40,2 min | +2:22,1 min | Rosja                          |
| 9.      | 25 lutego | 1999 | Ramsau      | Sztafeta 4 × 5 km                           | 53:05,9 min | +2:58,4 min | Rosja                          |
| 12.     | 18 lutego | 2001 | Lahti       | 10 km łączony                               | 28:06,1 min | +1:22,1 min | Virpi Kuitunen                 |
| 25.     | 21 lutego | 2001 | Lahti       | Sprint stylem dowolnym                      | 3:41.5 min  | -           | Pirjo Muranen                  |
| 15.     | 17 lutego | 2005 | Oberstdorf  | 10 km stylem dowolnym                       | 26:27,6 min | +1:25,5 min | Kateřina Neumannová            |
| 9.      | 21 lutego | 2005 | Oberstdorf  | Sztafeta 4 × 5 km                           | 57:15,7 min | +2:49,6 min | Norwegia                       |
| 6.      | 25 lutego | 2005 | Oberstdorf  | Sprint drużynowy stylem dowolnym            | 12:19,7 min | +14,2 s     | Norwegia                       |
| 36.     | 25 lutego | 2007 | Sapporo     | 2x7.5 km bieg łączony                       | 41:27,5 min | +2:54,3 min | Olga Zawjałowa                 |
| 38.     | 27 lutego | 2007 | Sapporo     | 10 km stylem dowolnym                       | 23:58,4 min | +2:28,3 min | Kateřina Neumannová            |
| DNS     | 3 marca   | 2007 | Sapporo     | 30 km stylem klasycznym ze startu wspólnego | 1:29:47.1 h | -           | Virpi Kuitunen                 |
| DNS     | 19 lutego | 2009 | Liberec     | 10 km stylem klasycznym                     | 28:12.8 min | -           | Aino-Kaisa Saarinen            |
| 18.     | 21 lutego | 2009 | Liberec     | 2 × 7,5 km bieg łączony                     | 40:55,3 min | +2:10,1 min | Justyna Kowalczyk              |
| 8.      | 26 lutego | 2009 | Liberec     | Sztafeta 4 × 5 km                           | 54:24,3 min | +1:40,1 min | Finlandia                      |
| 11.     | 28 lutego | 2009 | Liberec     | 30 km stylem dowolnym                       | 1:16:10,6 h | +1:39,1 min | Justyna Kowalczyk              |

### Mistrzostwa świata juniorów
| Miejsce | Dzień       | Rok  | Miejscowość | Konkurs                | Wynik       | Strata      | Zwyciężczyni     |
| ------- | ----------- | ---- | ----------- | ---------------------- | ----------- | ----------- | ---------------- |
| 43.     | 26 stycznia | 1994 | Breitenwang | 5 km stylem klasycznym | 16:20,2 min | +1:23,5 min | Irina Składniewa |
| 14.     | 30 stycznia | 1994 | Breitenwang | 15 km stylem dowolnym  | 41:53,5 min | +3:20,3 min | Julija Czepałowa |

### Puchar Świata

#### Miejsca w klasyfikacji generalnej
- sezon 1996/1997 – 37.
- sezon 1997/1998 – 43.
- sezon 1998/1999 – 63.
- sezon 1999/2000 – 28.
- sezon 2000/2001 – 32.
- sezon 2001/2002 – 29.
- sezon 2003/2004 – 67.
- sezon 2004/2005 – 34.
- sezon 2005/2006 – 34.
- sezon 2006/2007 – 18.
- sezon 2007/2008 – 62.
- sezon 2008/2009 – 29.
- sezon 2009/2010 – 29.

#### Miejsca na podium
| Nr | Dzień     | Rok  | Miejscowość            | Konkurencja           | Czas biegu  | Strata      | Miejsce | Zwycięzca           |
| -- | --------- | ---- | ---------------------- | --------------------- | ----------- | ----------- | ------- | ------------------- |
| 1. | 6 marca   | 2005 | Garmisch-Partenkirchen | 10 km stylem dowolnym | 26:13,8 min | +26,8 s     | 3.      | Julija Czepałowa    |
| 2. | 16 lutego | 2007 | Changchun              | 10 km stylem dowolnym | 25:21,2 min | +1:08,5 min | 2.      | Kateřina Neumannová |

### FIS Marathon Cup

#### Miejsca w klasyfikacji generalnej
- sezon 2004/2005: 7.
- sezon 2007/2008: 10.
- sezon 2008/2009: 11.

#### Miejsca na podium
| Nr | Dzień     | Rok  | Zawody              | Konkurencja           | Czas biegu  | Strata      | Miejsce | Zwyciężczyni              |
| -- | --------- | ---- | ------------------- | --------------------- | ----------- | ----------- | ------- | ------------------------- |
| 1. | 13 marca  | 2005 | Engadin Skimarathon | 42 km stylem dowolnym | 1:40:19,2 h | +36,7 s     | 2.      | Natascia Leonardi Cortesi |
| 2. | 10 lutego | 2008 | Transjurassienne    | 50 km stylem dowolnym | 2:02:53,0 h | +4:41,0 min | 2.      | Tatjana Jambajewa         |